# 자동 열차 제어 장치
자동 열차 제어 장치(自動列車制御裝置, ATC: Automatic Train Control)란, 철도 신호 보안 장치 중 전자 열차 제어 장치의 일종이다.
운전대에 운전 가능한 최고 제한 속도를 표시하여 이 속도에 맞춰 운전하게 된다. 기관사는 악천후에 상관없이 신호를 확인할 수 있어 고속화와 안전운행이 가능하다.
한국에서는 서울 지하철 3호선을 비롯한 서울 지하철 4호선, 수인·분당선(왕십리-고색), 수도권 전철 서해선, 인천 도시철도 1호선, 서울교통공사 5~8호선과 광주 도시철도 1호선, 부산 도시철도, 대구 도시철도, 대전 도시철도 1호선에서 사용되고 있지만, 일본의 경우, 도카이도 신칸센, 산요 신칸센, 큐슈 신칸센, 도호쿠 신칸센에서 사용되고 있다.

## ATC의 개요
지상장치는 신호기계실(信號機計室)과 레일을 도체로 사용하는 대개 4km 단위로 설치된 궤도회로(軌道回路)를 중심으로 한다. 신호기계실에서는 궤도회로를 단락시키는 단위로 열차의 위치와 고장을 검지(檢知)하게 되며,
- 앞 열차 위치와 분기기(分岐器：point)의 개폐방향(開閉方向) 등 선로의 상태에 따라 열차의 허용속도 신호를 변경시킨다.
- 궤도회로에 대해 허용속도 신호를 보내 차상(車上)에 전달한다. 차상설비로서는 차상수신기(車上受信機)와 자동제어 기구가 이것을 담당한다.
- 궤도회로에 허용속도 신호가 발해지면 선두차의 앞머리에 있는 차상수신기(안테나)가 이것을 수신하여 해독(解讀)한다.
- 차상 자동제어 설비에 의하여 항상 현시점의 운전 속도를 검지하고 있다.
- 지상설비에서 전달된 허용속도와 현재의 운전속도를 비교한다.
- 비교한 결과 허용속도를 초과하고 있을 경우에는 브레이크에 지령(指令)을 내린다. 또한 허용속도보다 훨씬 느릴 경우에도 브레이크 기구에 지령을 내린다.

디지털 ATC(Digital Automatic Train Control)은 일부 일본 JR 운영 구간에서 사용되는 디지털화된 자동 열차 제어 장치이다. 기존 아날로그 ATC와 달리 디지털 방식의 경우에는 속도 제어를 서서히 속도를 올리거나 줄이는 형식으로 제어하기 때문에, 탑승감이 기존 아날로그 ATC보다 좋은 편이다.

## 대한민국의 ATC
- 과천선
- 일산선
- 수인·분당선(왕십리-고색)
- 서울 지하철의 1호선을 제외한 모든 노선(서울 교통공사 1호선은 전 차량이 ATS로 운행중[1])(한국철도공사 1호선 1000호대, 311000호대 ((1,2세대)는 ATS, 신차는 ATO 장치는 있으나 미사용)
- 부산 도시철도 1호선, 2호선, 3호선(ATO)
- 대구 도시철도 1호선, 대구 도시철도 2호선(ATO)
- 인천 도시철도 1호선(ATO)
- 광주 도시철도 1호선(ATO)

## 같이 보기
- 자동 열차 정지 장치
- ATB (철도 신호)

1. ↑  2024년 운행종료 예정